# König-Fahd-Talsperre
Die König-Fahd-Talsperre (auch König-Fahd-Damm; arabisch سد الملك فهد بن عبد العزيز, DMG Sadd al-Malik Fahd b. ʿAbd al-ʿAzīz) liegt im Wadi Bischa in der Provinz Asir, Saudi-Arabien. Sie ist nach dem saudischen König Fahd ibn Abd al-Aziz benannt. Die Stadt Bischa befindet sich ungefähr 40 km nördlich der Talsperre. Sie ist nach der Talsperre Baysh die zweithöchste Talsperre in Saudi-Arabien.
Mit dem Projekt zur Errichtung der Talsperre wurde im Jahre 1986 (1407 nach islamischer Zeitrechnung) begonnen. Der Bau wurde 1997 (1418) fertiggestellt. Die Talsperre dient neben dem Hochwasserschutz auch der Bewässerung, der Trinkwasserversorgung und dem Auffüllen eines Grundwasserreservoirs. Sie ist im Besitz des Ministry of Water and Electricity (MOWE) und wird auch von MOWE betrieben.
Die Talsperre wurde am 10. Mai 1998 durch den damaligen Kronprinzen Abdullah ibn Abd al-Aziz offiziell eingeweiht.

## Absperrbauwerk
Das Absperrbauwerk ist eine Gewichtsstaumauer aus Beton mit einer Höhe von 103 m über der Gründungssohle (68 m über dem Flussbett). Die Länge der Bauwerkskrone beträgt 507 m und ihre Breite 8 m. Die Staumauer ist an der Basis 80 m breit. Das Volumen der Staumauer umfasst 1,4 Mio. m³. Für den Dichtungsschleier wurden 1.560 t Zement benötigt.
In der Staumauer befinden sich sechs Kontrollgänge mit einer Gesamtlänge von 3.280 m, die der Überwachung (z. B. bzgl. horizontaler oder vertikaler Bewegung der Staumauer) dienen. Die Staumauer verfügt sowohl über einen Grundablass als auch über eine Hochwasserentlastung. Über die Hochwasserentlastung können maximal 5.338 m³/s abgeleitet werden.

## Stausee
Der Stausee kann bis zu 325 Mio. m³ Wasser speichern; damit ist er bzgl. des Volumens der größte Stausee in Saudi-Arabien. Die Länge des Stausees erreicht bis zu 18 km. Das Einzugsgebiet des Wadis bis zur Staumauer beträgt ca. 7.600 km².
Eine Anlage zur Trinkwasseraufbereitung kann bis zu 40.000 m³ Wasser am Tag verarbeiten.

## Sonstiges
Die Gesamtkosten für das Projekt betrugen 246 Mio. SAR (65,6 Mio. USD). Die Talsperre ist auf einer Briefmarke von 1998 abgebildet.